# Mikroregion Aimorés

Mikroregion Aimorés

Mikroregion Aimorés – mikroregion w brazylijskim stanie Minas Gerais należący do mezoregionu Vale do Rio Doce.

## Gminy
- Mutum
- Aimorés
- Conselheiro Pena
- Ipanema
- Resplendor
- Pocrane
- Itueta
- Santa Rita do Itueto
- Cuparaque
- Conceição de Ipanema
- Alvarenga
- Taparuba
- Goiabeira